# 언니네이발관
언니네이발관은 대한민국의 모던 록 밴드이다. 대한민국에 모던 록 장르를 본격적으로 소개하고 보급한 밴드로서 '대한민국 모던 록의 효시'로 알려져 있다.

## 역사

### 결성
1994년, PC 통신 하이텔의 '메탈동'의 회원이었던 이석원은 당시 국내 팝 음악의 중심인 메탈 음악 이외의 새로운 음악을 들어보고자 하는 염원으로 동호회 내 소모임인 '모소모(모던 락 소모임)'을 만든다. 당시 모임의 멤버로는 류기덕(당시 메탈동 시삽), 김민규(現 델리 스파이스 멤버), 윤준호(現 델리 스파이스 멤버), 류한길, 윤병주(前 노이즈가든, 現 로다운 30 리더), 정대욱(現 줄리아 하트, 가을방학, 바비빌 멤버) 등이다. 음악감상회를 여는 등 모던 록에 대한 관심을 키워가던 중 KBS FM 「전영혁의 음악세계」란 라디오 심야 프로그램에 나가, 모던 록 장르의 음악을 소개하는 자리에서 자신을 그 당시 실제로 존재하지도 않던 '언니네이발관'이란 밴드의 리더라고 소개한다.
'언니네이발관'이라는 이름은 이석원이 고등학교 시절 비디오가게에서 빌려봤던 일본 성인영화의 제목이었다. 그 후 '모소모'에 밴드에 관심을 가진 사람들이 모여들게 되었고 정식으로 밴드를 결성하게 된다. 최초 결성 당시 멤버는 보컬 겸 기타의 이석원, 리드기타의 당시 중학교 3학년 학생이었던 정대욱(現 줄리아 하트, 가을방학, 바비빌 리더), 키보드의 류한길(現 전자음악가 데이트리퍼), 베이스의 류기덕(現 게임회사 위메이드 개발본부장), 드럼의 유철상(前 아소토 유니온, 現 윈디시티 리더)이다.

### 데뷔 앨범
1995년, 언니네이발관은 카피곡 위주의 홍대 클럽에서 공연의 전곡을 자작곡으로 채운 최초의 밴드로 이름을 날렸고, 그 여세를 몰아 데모앨범 《비둘기는 하늘의 쥐》을 발표한다.
1996년. 메이저 기획사의 러브콜에도 불구하고, 11월에 1세대 인디레이블인 「석기시대」에서 정규 데뷔 앨범 《비둘기는 하늘의 쥐》을 발매한다. 앨범 마스터링을 런던의 유서깊은 메트로폴리스 스튜디오 에 가서 할 만큼 밴드는 앨범 작업에 정성을 들였고, 발매되자마자 숱한 화제속에 매스컴의 주목을 받았으며 판매고도 호조를 보였다. 평론가들은 대한민국 최초의 기타팝 앨범으로 평가하면서 이 앨범을 올해의 앨범 10선 중 하나로 선정했다.(한겨레신문)

### 2집 발매와 위기
1997년, 기타의 정대욱이 대학입시를 준비하느라 밴드활동을 잠시 쉬었고, 드럼의 유철상은 흑인음악을 하겠다고 밴드를 탈퇴하였다. 베이스의 류기덕마저도 애초의 전업 뮤지션의 길을 생각하지 않은터라 밴드를 탈퇴한 후 대학교 전공을 살려 게임회사에 입사한다. 리더인 이석원도 잡지사를 차려 무가지를 발행하는 등 음악과 상관없는 일을 하면서 지낸다.
1998년, 사실상 이석원 혼자인 언니네이발관에 기타의 정대욱이 고등학교 졸업과 동시에 연세대학교에 입학하여 다시 밴드활동을 할 수 있게 되었고, 헤비메탈 밴드 노이즈가든의 멤버였던 이상문과 김태윤을 각각 베이스와 드럼으로 영입함으로써 언니네이발관은 밴드의 라인업을 갖추게 되었다. 그리고 약 1년 간의 준비 끝에 12월에 2집 《후일담》을 발매하였으나, 평단의 부정적인 반응과 함께 대중의 관심을 얻는데도 실패하고 말았다.
1999년, 그들은 약 3개월의 짧은 2집 앨범 활동을 중단하고 잠정적인 휴지기에 들어간다. 2집 활동을 끝으로 정대욱, 이상문, 김태윤이 탈퇴하고 이석원은 회사원이 되었다.

### 활동 재개 그리고 3,4집

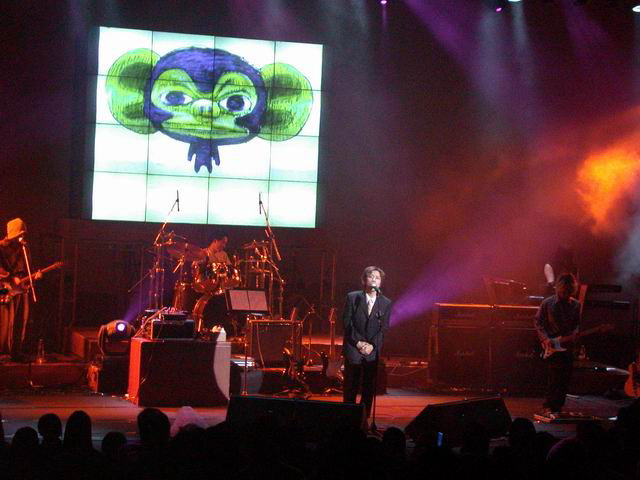
2002년 12월 개최한 언니네 이발관 최초의 콘서트

2001년, 1집과 2집 앨범이 재조명 받기 시작하면서 3집 앨범에 대한 제의가 들어왔고, 이에 탄력을 받아 베이스 정무진, 드럼 전대정, 기타 이능룡을 차례대로 새로이 영입하면서 새 앨범을 위한 준비 작업에 들어간다.
2002년 11월 발매된 3집 앨범 《꿈의 팝송》이 인디 역사상 최고의 흥행을 기록하면서, 12월에는 연세대학교 100주년 기념관에서 팀 결성 이래 최초의 콘서트를 가졌다.
2003년, 이석원의 정신적 지주이자 언니네이발관의 두 번째 앨범 《후일담》에서 베이스 기타를 맡았던 이상문이 8월에 지병으로 숨을 거두었다.
2004년, 친구의 죽음으로 인한 혼란 속에서도 음악 작업을 꾸준히 하여 7월에 네 번째 앨범 《순간을 믿어요》를 발표한다. 이전 활동과는 달리 각종 방송출연을 많이하여 타이틀 곡 '순간을 믿어요'는 대중들에게 널리 알려졌다. 앨범의 마지막 곡인 〈천국의 나날들〉은 故 이상문을 기리는 노래이다. 12월에는 베이스의 정무진이 언니네이발관을 탈퇴하였고, 그 후 세렝게티의 리더인 유정균이 객원 베이스 멤버로 영입되었다.

### 5집《가장 보통의 존재》
2006년, 리더 이석원이 인사동에 밴드 이름을 딴 카페를 차렸고, 드럼 전대정도 개인사업에 몰두하는 동안 기타 이능룡이 이에 반발하여 밴드를 탈퇴하고 중단했던 학업에 복귀하여 언니네이발관은 잠정 휴식기간에 들어갔다. 그러던 어느 날, 이석원에게 《가장 보통의 존재》의 모티브가 되는 어떤 사건이 발생하였고 이 일을 계기로 셋은 다시 뭉쳐 앨범 작업에 돌입한다.
2007년, 지금까지와는 전혀 다른 차원의 스타일과 강도로 시작된 음악 작업에 밴드는 회사에게 어떠한 일이 있어도 원하는 상태가 나올때까지 작업할 수 있도록 해줄 것을 요청했고, 그 어느 때보다 힘들었던 곡쓰기의 여정은 예정된 최초의 발매일을 훔쩍 넘기고, 12월 14, 15일 양일간 벌어진 발매기념 콘서트날이 되도록 끝나지 않았다.
2008년, 드디어 기나긴 앨범 작업을 마치고, 8월 언니네이발관의 다섯 번째 앨범 《가장 보통의 존재》를 발매한다.
《가장 보통의 존재》는 발매되기 전부터 인터넷 음반 쇼핑몰 예약 순위 1위에 오를 만큼 팬들의 기대치가 높았으며 초도 물량 5000장을 발매하자마자 매진시켰다. 그리고 꾸준한 스터디셀러로써 2011년까지 약 7만여장의 판매고를 올렸다. 앨범의 특징으로는 수록된 모든 곡이 하나의 테마로 유기적으로 연결되어 있고, 평론가들에게 극찬을 받을 정도로 앨범의 완성도가 높아서 2009년 제6회 한국대중음악상에서 올해의 음반, 최우수 모던 록 앨범, 최우수 모던 록 노래 부문 3관왕을 차지하였다.

### 6집 《홀로 있는 사람들》, 그리고 해체
2010년부터 작업에 들어갔으나, 오랜 연기 끝에 2015년 6월 1일 6집 《서울의 달》, 2015년 9월 9일 7집 《너의 몸을 흔들어, 너의 몸을 움직여》로 내놓기로 발표했다. 2015년 12월 17일 싱글 《혼자 추는 춤》을 발매했고, 2년간의 작업 끝에 2017년 6월 1일 6집 《홀로 있는 사람들》을 발매했다.

발매 이전부터 다음 앨범이 마지막 정규 앨범이 될거라는 이석원의 예고가 있었으며, 앨범 발매 후 2개월 뒤인 8월 2일 공식 홈페이지에 해체 선언문이 올라오면서 해체했다.
이제 저는 음악을 그만 두고 더 이상 뮤지션으로 살아가지 않으려 합니다. 23년동안 음악을 했던 기억이 모두 다 즐겁고 행복했었다고는 말하지 못해도 여러분에 대한 고마운 기억만은 잊지 않고 간직하겠습니다. 훗날 언젠가 세월이 정말 오래 흘러서 내가 더 이상 이 일이 고통으로 여겨지지도 않고 사람들에게 또 나 자신에게 죄를 짓는 기분으로 임하지 않아도 되는 날이 온다면 그때 다시 찾아 뵐게요. - 이석원의 공식 해체문 중.

## 구성원
- 이석원 (보컬)
- 이능룡 (기타)
- 전대정 (드럼)

객원 구성원
- 유정균 (베이스 기타) - 밴드 세렝게티 멤버
- 임주연 (건반 악기) - 싱어송라이터

## 음반 목록

### 정규 앨범
- 1집 - 《비둘기는 하늘의 쥐》, 1996년
  - 이석원(보컬/기타), 정대욱(리드 기타), 류기덕(베이스), 유철상(드럼)
  - 2007년 경향신문 및 가슴네트워크 선정 '대중음반 100대 명반' 34위[7]
  - 2011년 한겨레신문 및 100BEAT 선정 '1990년대 베스트 앨범 100' 14위[8]
- 2집 - 《후일담》, 1998년
  - 이석원(보컬/기타), 정대욱(리드 기타), 故 이상문(베이스), 김태윤(드럼/퍼커션)
  - 2007년 경향신문 및 가슴네트워크 선정 '대중음반 100대 명반' 68위[9]
  - 2011년 한겨레신문 및 100BEAT 선정 '1990년대 베스트 앨범 100' 10위[10]
- 3집 - 《꿈의 팝송》, 2002년
  - 이석원(보컬/기타), 이능룡(리드 기타), 정무진(베이스/프로그래밍), 전대정(드럼), 객원 멤버 : 데이트리퍼(공동 작·편곡/프로그래밍)
- 4집 - 《순간을 믿어요》, 2004년
  - 이석원(보컬/기타), 이능룡(리드 기타), 정무진(베이스/프로그래밍), 전대정(드럼), 객원 멤버 : 폐인(건반)
- 5집 - 《가장 보통의 존재》, 2008년
  - 이석원(보컬/기타), 이능룡(리드 기타), 전대정(드럼), 객원 멤버 : 유정균(베이스), 임주연(건반)
  - 2011년 한겨레신문 및 100BEAT 선정 '2000년대 베스트 앨범 100' 2위[11]
- 6집 - 《홀로 있는 사람들》, 2017년

## 콘서트 목록
국내 음악 페스티벌 및 타 뮤지션과의 합동 공연 등을 제외한 언니네이발관 단독 유료공연 목록이다. (2011년 5월 30일 "안녕 쌤" 무료공연은 포함)
| 연도   | 날짜      | 장소                                                     | 콘서트 제목                                                                       | 월요병 콘서트 프로그램                                             |
| ------ | --------- | -------------------------------------------------------- | --------------------------------------------------------------------------------- | ------------------------------------------------------------------ |
| 2002년 | 12월 12일 | 연세대학교 100주년 기념관                                | <꿈의 콘서트>, 단 한번의 만남                                                     |                                                                    |
| 2003년 | 2월 16일  | 대학로 SH라이브홀 (현 SH아트홀)                          | 콘서트 "헤븐"                                                                     |                                                                    |
| 2003년 | 4월 20일  | 대학로 폴리미디어 시어터 (현 IDA극장)                    | 콘서트 "봄의 팝송"                                                                |                                                                    |
| 2003년 | 9월 9일   | 쌈지스페이스 바람 (현 라이브클럽 쌤)                     | 월요병 퇴치(를 위한) 콘서트 첫 번째                                               | "광란의 달맞이"                                                    |
| 2003년 | 9월 16일  | 쌈지스페이스 바람 (현 라이브클럽 쌤)                     | 월요병 퇴치(를 위한) 콘서트 첫 번째                                               | "작은 음악회"                                                      |
| 2003년 | 9월 23일  | 쌈지스페이스 바람 (현 라이브클럽 쌤)                     | 월요병 퇴치(를 위한) 콘서트 첫 번째                                               | "몸을 말려"                                                        |
| 2003년 | 9월 30일  | 쌈지스페이스 바람 (현 라이브클럽 쌤)                     | 월요병 퇴치(를 위한) 콘서트 첫 번째                                               | "GREATEST HITS"                                                    |
| 2003년 | 12월 14일 | 성균관대학교 600주년 기념관 새천년홀                     | 천국의 나날들 (Days of heaven)                                                    |                                                                    |
| 2004년 | 8월 14일  | 대학로 AN아트홀                                          | "순간을 믿어요" Concert - 서울                                                    |                                                                    |
| 2004년 | 8월 15일  | 대학로 AN아트홀                                          | "순간을 믿어요" Concert - 서울                                                    |                                                                    |
| 2004년 | 10월 31일 | 부산 카톨릭센터 소극장                                   | "순간을 믿어요" Concert - 부산                                                    |                                                                    |
| 2004년 | 11월 8일  | 쌈지스페이스 바람 (현 라이브클럽 쌤)                     | 월요병 퇴치(를 위한) 콘서트 그 두 번째 (부제 : 많이 오면 미워할거야...)           | "남자의 마음" (남자만 입장 가능)                                   |
| 2004년 | 11월 9일  | 쌈지스페이스 바람 (현 라이브클럽 쌤)                     | 월요병 퇴치(를 위한) 콘서트 그 두 번째 (부제 : 많이 오면 미워할거야...)           | "퇴치 실습- 겨울이 끝날 때까지 유효한 기본적인 리허설"             |
| 2004년 | 11월 15일 | 쌈지스페이스 바람 (현 라이브클럽 쌤)                     | 월요병 퇴치(를 위한) 콘서트 그 두 번째 (부제 : 많이 오면 미워할거야...)           | "new moon on monday / 야자타임"                                    |
| 2004년 | 11월 16일 | 쌈지스페이스 바람 (현 라이브클럽 쌤)                     | 월요병 퇴치(를 위한) 콘서트 그 두 번째 (부제 : 많이 오면 미워할거야...)           | "나의 비밀의 고백(못다 쓴 일기)"                                   |
| 2004년 | 11월 21일 | 대구 봉산문화회관                                        | "순간을 믿어요" Concert - 대구                                                    |                                                                    |
| 2004년 | 11월 22일 | 쌈지스페이스 바람 (현 라이브클럽 쌤)                     | 월요병 퇴치(를 위한) 콘서트 그 두 번째 (부제 : 많이 오면 미워할거야...)           | "룡의팝송 / 주문 식단제(차린것 없지만..)"                          |
| 2004년 | 11월 23일 | 쌈지스페이스 바람 (현 라이브클럽 쌤)                     | 월요병 퇴치(를 위한) 콘서트 그 두 번째 (부제 : 많이 오면 미워할거야...)           | "무진의 나날들 / 주문 식단제(차린건 없지만..)"                     |
| 2004년 | 11월 29일 | 쌈지스페이스 바람 (현 라이브클럽 쌤)                     | 월요병 퇴치(를 위한) 콘서트 그 두 번째 (부제 : 많이 오면 미워할거야...)           | "석원, 대정의 헤븐/ 주문 식단제(좀더 보강된 메뉴)"                 |
| 2004년 | 11월 30일 | 쌈지스페이스 바람 (현 라이브클럽 쌤)                     | 월요병 퇴치(를 위한) 콘서트 그 두 번째 (부제 : 많이 오면 미워할거야...)           | "음주 월요병" (19세미만 출입금지)                                  |
| 2004년 | 12월 6일  | 쌈지스페이스 바람 (현 라이브클럽 쌤)                     | 월요병 퇴치(를 위한) 콘서트 그 두 번째 (부제 : 많이 오면 미워할거야...)           | "연애의 기초 - 실락원"                                             |
| 2004년 | 12월 7일  | 쌈지스페이스 바람 (현 라이브클럽 쌤)                     | 월요병 퇴치(를 위한) 콘서트 그 두 번째 (부제 : 많이 오면 미워할거야...)           | "안토니오 이노키에게 전하는 편지 / 언젠가이발관" (3집 전곡 라이브) |
| 2004년 | 12월 13일 | 쌈지스페이스 바람 (현 라이브클럽 쌤)                     | 월요병 퇴치(를 위한) 콘서트 그 두 번째 (부제 : 많이 오면 미워할거야...)           | "산책 끝 추격전" (1집 전곡 라이브)                                 |
| 2004년 | 12월 14일 | 쌈지스페이스 바람 (현 라이브클럽 쌤)                     | 월요병 퇴치(를 위한) 콘서트 그 두 번째 (부제 : 많이 오면 미워할거야...)           | "무언의 날"                                                        |
| 2004년 | 12월 20일 | 쌈지스페이스 바람 (현 라이브클럽 쌤)                     | 월요병 퇴치(를 위한) 콘서트 그 두 번째 (부제 : 많이 오면 미워할거야...)           | "커멘터리 스페샬 / 천국의 나날들" (4집 전곡 라이브)                |
| 2004년 | 12월 21일 | 쌈지스페이스 바람 (현 라이브클럽 쌤)                     | 월요병 퇴치(를 위한) 콘서트 그 두 번째 (부제 : 많이 오면 미워할거야...)           | "파자마 언플러그드"                                                |
| 2004년 | 12월 27일 | 쌈지스페이스 바람 (현 라이브클럽 쌤)                     | 월요병 퇴치(를 위한) 콘서트 그 두 번째 (부제 : 많이 오면 미워할거야...)           | "인생의 별" (2집 전곡 라이브)                                      |
| 2004년 | 12월 28일 | 쌈지스페이스 바람 (현 라이브클럽 쌤)                     | 월요병 퇴치(를 위한) 콘서트 그 두 번째 (부제 : 많이 오면 미워할거야...)           | "안녕 2004년의 시간들"                                             |
| 2005년 | 10월 30일 | 라이브클럽 쌤                                            | 월요병 퇴치(를 위한) 콘서트 그 세 번째 (부제 : 당신의 월요병은 치유될 수 있나요?) | "고딕월요병"                                                       |
| 2005년 | 10월 31일 | 라이브클럽 쌤                                            | 월요병 퇴치(를 위한) 콘서트 그 세 번째 (부제 : 당신의 월요병은 치유될 수 있나요?) | "고딕월요병"                                                       |
| 2005년 | 11월 7일  | 인사동 쌈지길 보관됨 2016-10-17 - 웨이백 머신 마당       | 월요병 퇴치(를 위한) 콘서트 그 세 번째 (부제 : 당신의 월요병은 치유될 수 있나요?) | "인사동 나들이"                                                    |
| 2005년 | 11월 8일  | 인사동 쌈지길 보관됨 2016-10-17 - 웨이백 머신 마당       | 월요병 퇴치(를 위한) 콘서트 그 세 번째 (부제 : 당신의 월요병은 치유될 수 있나요?) | "인사동 나들이"                                                    |
| 2005년 | 11월 14일 | 라이브클럽 쌤                                            | 월요병 퇴치(를 위한) 콘서트 그 세 번째 (부제 : 당신의 월요병은 치유될 수 있나요?) | "월요병(오리엔테이션)"                                             |
| 2005년 | 11월 15일 | 라이브클럽 쌤                                            | 월요병 퇴치(를 위한) 콘서트 그 세 번째 (부제 : 당신의 월요병은 치유될 수 있나요?) | "혼자 보는 사람들이 위험하다."                                     |
| 2005년 | 11월 21일 | 라이브클럽 쌤                                            | 월요병 퇴치(를 위한) 콘서트 그 세 번째 (부제 : 당신의 월요병은 치유될 수 있나요?) | "알콜"                                                             |
| 2005년 | 11월 22일 | 라이브클럽 쌤                                            | 월요병 퇴치(를 위한) 콘서트 그 세 번째 (부제 : 당신의 월요병은 치유될 수 있나요?) | "속풀이" (낮1시 공연)                                              |
| 2005년 | 11월 28일 | 광주 클럽 네버마인드                                     | 월요병 퇴치(를 위한) 콘서트 그 세 번째 (부제 : 당신의 월요병은 치유될 수 있나요?) | "언제봤다고 반말이야?"                                             |
| 2005년 | 11월 29일 | 라이브클럽 쌤                                            | 월요병 퇴치(를 위한) 콘서트 그 세 번째 (부제 : 당신의 월요병은 치유될 수 있나요?) | "율동 에너지"                                                      |
| 2005년 | 12월 5일  | 대구 클럽 헤비                                           | 월요병 퇴치(를 위한) 콘서트 그 세 번째 (부제 : 당신의 월요병은 치유될 수 있나요?) | "침묵의 말동무"                                                    |
| 2005년 | 12월 6일  | 라이브클럽 쌤                                            | 월요병 퇴치(를 위한) 콘서트 그 세 번째 (부제 : 당신의 월요병은 치유될 수 있나요?) | "작업(인생은금물)"                                                 |
| 2005년 | 12월 12일 | 부산 클럽 interplay                                      | 월요병 퇴치(를 위한) 콘서트 그 세 번째 (부제 : 당신의 월요병은 치유될 수 있나요?) | "사랑의 스튜디오"                                                  |
| 2005년 | 12월 13일 | 라이브클럽 쌤                                            | 월요병 퇴치(를 위한) 콘서트 그 세 번째 (부제 : 당신의 월요병은 치유될 수 있나요?) | "창밖엔 태양이 빛나고"                                             |
| 2005년 | 12월 19일 | 라이브클럽 쌤                                            | 월요병 퇴치(를 위한) 콘서트 그 세 번째 (부제 : 당신의 월요병은 치유될 수 있나요?) | "책 읽어주는 이발사들"                                             |
| 2005년 | 12월 26일 | 라이브클럽 쌤                                            | 월요병 퇴치(를 위한) 콘서트 그 세 번째 (부제 : 당신의 월요병은 치유될 수 있나요?) | "최종진단"                                                         |
| 2007년 | 12월 14일 | 동덕여자대학교 공연예술센터                              | 5집 《가장 보통의 존재》 발매기념 콘서트                                          |                                                                    |
| 2007년 | 12월 15일 | 동덕여자대학교 공연예술센터                              | 5집 《가장 보통의 존재》 발매기념 콘서트                                          |                                                                    |
| 2008년 | 8월 29일  | 백암아트홀                                               | 5집 발매 콘서트 "가장 보통의 존재"                                                |                                                                    |
| 2008년 | 10월 27일 | 라이브클럽 쌤                                            | 월요병 퇴치(를 위한) 콘서트 그 네 번째 (부제 : 어디가 불편하세요?)                | "오리엔테이션"                                                     |
| 2008년 | 10월 28일 | 라이브클럽 쌤                                            | 월요병 퇴치(를 위한) 콘서트 그 네 번째 (부제 : 어디가 불편하세요?)                | "혼자 보는 사람들이 위험하다"                                      |
| 2008년 | 11월 3일  | 라이브클럽 쌤                                            | 월요병 퇴치(를 위한) 콘서트 그 네 번째 (부제 : 어디가 불편하세요?)                | "참을 수 없는 존재의 가려움"                                       |
| 2008년 | 11월 4일  | 라이브클럽 쌤                                            | 월요병 퇴치(를 위한) 콘서트 그 네 번째 (부제 : 어디가 불편하세요?)                | "음주 월요병"                                                      |
| 2008년 | 11월 10일 | 라이브클럽 쌤                                            | 월요병 퇴치(를 위한) 콘서트 그 네 번째 (부제 : 어디가 불편하세요?)                | "비둘기 + 후일담 패키지"                                           |
| 2008년 | 11월 11일 | 라이브클럽 쌤                                            | 월요병 퇴치(를 위한) 콘서트 그 네 번째 (부제 : 어디가 불편하세요?)                | "꿈의 팝송 + 순간을 믿어요 패키지"                                 |
| 2008년 | 11월 17일 | 라이브클럽 쌤                                            | 월요병 퇴치(를 위한) 콘서트 그 네 번째 (부제 : 어디가 불편하세요?)                | "영어몰입 월요병"                                                  |
| 2008년 | 11월 18일 | 라이브클럽 쌤                                            | 월요병 퇴치(를 위한) 콘서트 그 네 번째 (부제 : 어디가 불편하세요?)                | "어느 화가의 영혼"                                                 |
| 2008년 | 11월 24일 | 라이브클럽 쌤                                            | 월요병 퇴치(를 위한) 콘서트 그 네 번째 (부제 : 어디가 불편하세요?)                | "침묵의 말동무"                                                    |
| 2008년 | 11월 25일 | 라이브클럽 쌤                                            | 월요병 퇴치(를 위한) 콘서트 그 네 번째 (부제 : 어디가 불편하세요?)                | "쉐쿄바레무뵤바레(몸치료 받는날)"                                  |
| 2008년 | 12월 1일  | 라이브클럽 쌤                                            | 월요병 퇴치(를 위한) 콘서트 그 네 번째 (부제 : 어디가 불편하세요?)                | "거꾸로 가는 이발사들"                                             |
| 2008년 | 12월 2일  | 라이브클럽 쌤                                            | 월요병 퇴치(를 위한) 콘서트 그 네 번째 (부제 : 어디가 불편하세요?)                | "커버데이"                                                         |
| 2008년 | 12월 8일  | 라이브클럽 쌤                                            | 월요병 퇴치(를 위한) 콘서트 그 네 번째 (부제 : 어디가 불편하세요?)                | "월요초대석"                                                       |
| 2008년 | 12월 9일  | 라이브클럽 쌤                                            | 월요병 퇴치(를 위한) 콘서트 그 네 번째 (부제 : 어디가 불편하세요?)                | "소설 가장 보통의 존재"                                            |
| 2008년 | 12월 15일 | 라이브클럽 쌤                                            | 월요병 퇴치(를 위한) 콘서트 그 네 번째 (부제 : 어디가 불편하세요?)                | "사랑의 스튜디오"                                                  |
| 2008년 | 12월 16일 | 라이브클럽 쌤                                            | 월요병 퇴치(를 위한) 콘서트 그 네 번째 (부제 : 어디가 불편하세요?)                | "아름다운것(을 버리다.)"                                           |
| 2008년 | 12월 22일 | 라이브클럽 쌤                                            | 월요병 퇴치(를 위한) 콘서트 그 네 번째 (부제 : 어디가 불편하세요?)                | "명작 이천톤 - 책 읽어주는 이발사들"                               |
| 2008년 | 12월 23일 | 라이브클럽 쌤                                            | 월요병 퇴치(를 위한) 콘서트 그 네 번째 (부제 : 어디가 불편하세요?)                | "성탄특집 - 파자마 언플러그드"                                     |
| 2008년 | 12월 29일 | 라이브클럽 쌤                                            | 월요병 퇴치(를 위한) 콘서트 그 네 번째 (부제 : 어디가 불편하세요?)                | "(어게인) 음주 월요병"                                             |
| 2008년 | 12월 30일 | 라이브클럽 쌤                                            | 월요병 퇴치(를 위한) 콘서트 그 네 번째 (부제 : 어디가 불편하세요?)                | "100분간의 세계일주"                                               |
| 2008년 | 12월 31일 | 라이브클럽 쌤                                            | 월요병 퇴치(를 위한) 콘서트 그 네 번째 (부제 : 어디가 불편하세요?)                | "최종진단 수료식 / 안녕 2008년의 시간들 - '몸을 말려'"             |
| 2009년 | 3월 13일  | 구로아트밸리 예술극장                                    | 2009 화이트 데이 콘서트 "봄의 팝송"                                               |                                                                    |
| 2009년 | 3월 14일  | 구로아트밸리 예술극장                                    | 2009 화이트 데이 콘서트 "봄의 팝송"                                               |                                                                    |
| 2009년 | 5월 2일   | 고양아람누리 노루목야외극장                              | 전국투어 "가장 보통의 투어" - 고양                                                |                                                                    |
| 2009년 | 5월 16일  | 부산 동래문화회관 대극장 보관됨 2011-10-08 - 웨이백 머신 | 전국투어 "가장 보통의 투어" - 부산                                                |                                                                    |
| 2009년 | 5월 24일  | 대구 수성아트피아 용지홀                                 | 전국투어 "가장 보통의 투어" - 대구                                                |                                                                    |
| 2009년 | 5월 30일  | 어린이대공원 돔아트홀                                    | 전국투어 "가장 보통의 투어" - 서울                                                |                                                                    |
| 2009년 | 11월 16일 | 라이브클럽 쌤                                            | 월요병 퇴치(를 위한) 콘서트 그 다섯 번째 (부제 : 아프면 아프다고 하세요.)         | "오리엔테이션 + 100분 토론"                                        |
| 2009년 | 11월 23일 | 라이브클럽 쌤                                            | 월요병 퇴치(를 위한) 콘서트 그 다섯 번째 (부제 : 아프면 아프다고 하세요.)         | "음주 월요병"                                                      |
| 2009년 | 11월 30일 | 라이브클럽 쌤                                            | 월요병 퇴치(를 위한) 콘서트 그 다섯 번째 (부제 : 아프면 아프다고 하세요.)         | "'新' 혼자 보는 사람들이 위험하다."                                |
| 2009년 | 12월 7일  | 라이브클럽 쌤                                            | 월요병 퇴치(를 위한) 콘서트 그 다섯 번째 (부제 : 아프면 아프다고 하세요.)         | "꼴찌부터 일등까지 : 이발관 대표곡 선발전"                         |
| 2009년 | 12월 14일 | 마포아트센터 아트홀맥 보관됨 2012-01-04 - 웨이백 머신    | 월요병 퇴치(를 위한) 콘서트 그 다섯 번째 (부제 : 아프면 아프다고 하세요.)         | 극장식 월요병 "공개방송"                                           |
| 2009년 | 12월 21일 | 라이브클럽 쌤                                            | 월요병 퇴치(를 위한) 콘서트 그 다섯 번째 (부제 : 아프면 아프다고 하세요.)         | "명작 이천톤(책 읽어주는 이발사들) + 파자마 언플러그드"            |
| 2009년 | 12월 26일 | 홍대 V-HALL 보관됨 2015-05-25 - 웨이백 머신              | 연말 콘서트 - "2009...그래도 너와 나에게 기쁨이 더 많은 날이었어"                 |                                                                    |
| 2009년 | 12월 27일 | 홍대 V-HALL 보관됨 2015-05-25 - 웨이백 머신              | 연말 콘서트 - "2009...그래도 너와 나에게 기쁨이 더 많은 날이었어"                 |                                                                    |
| 2010년 | 5월 29일  | 이화여자대학교 삼성홀 보관됨 2011-04-30 - 웨이백 머신    | 콘서트 "봄의 팝송"                                                                |                                                                    |
| 2010년 | 5월 30일  | 이화여자대학교 삼성홀 보관됨 2011-04-30 - 웨이백 머신    | 콘서트 "봄의 팝송"                                                                |                                                                    |
| 2010년 | 10월 25일 | 올림픽공원 88호수 수변무대                               | GMF2010：Extra Show - "수변 월요병"                                               |                                                                    |
| 2010년 | 12월 30일 | 홍대 V-HALL 보관됨 2015-05-25 - 웨이백 머신              | 연말콘서트 - "안녕 2010년의 시간들"                                               |                                                                    |
| 2010년 | 12월 31일 | 홍대 V-HALL 보관됨 2015-05-25 - 웨이백 머신              | 연말콘서트 - "안녕 2010년의 시간들"                                               |                                                                    |
| 2011년 | 5월 30일  | 라이브클럽 쌤                                            | 월요병 퇴치(를 위한) 콘서트 그 여섯번째 (부제 : 쌤에서의 마지막 월요병)           | "안녕 쌤" (클럽 '쌤'의 폐업에 따른 깜짝 무료 공연)                 |
| 2011년 | 12월 26일 | 홍대 V-HALL 보관됨 2015-05-25 - 웨이백 머신              | 2011 연말콘서트                                                                   |                                                                    |
| 2011년 | 12월 27일 | 홍대 V-HALL 보관됨 2015-05-25 - 웨이백 머신              | 2011 연말콘서트                                                                   |                                                                    |
| 2013년 | 11월 12일 | 장충동 스테이지 팩토리홀                                 | 깜짝 음주 월요병 (sold out)                                                       |                                                                    |
| 2013년 | 11월 13일 | 장충동 스테이지 팩토리홀                                 | 깜짝 음주 월요병 (sold out)                                                       |                                                                    |
| 2013년 | 12월 6일  | 예스24무브홀                                             | 안녕 2013년의 시간들                                                              |                                                                    |
| 2013년 | 12월 7일  | 예스24무브홀                                             | 안녕 2013년의 시간들                                                              |                                                                    |
| 2014년 | 2월 10일  | 합정동 아르떼홀                                          | 월요병 퇴치(를 위한) 콘서트 그 여덟번째 (부제: 언니네이발관 노래 듣기)            | 1집,2집 전곡듣기                                                   |
| 2014년 | 2월 11일  | 합정동 아르떼홀                                          | 월요병 퇴치(를 위한) 콘서트 그 여덟번째 (부제: 언니네이발관 노래 듣기)            | 3집,4집 전곡듣기                                                   |
| 2014년 | 2월 17일  | 합정동 아르떼홀                                          | 월요병 퇴치(를 위한) 콘서트 그 여덟번째 (부제: 언니네이발관 노래 듣기)            | 5집전곡, 5집 탈락곡, 6집 (일부)듣기                                |
| 2014년 | 2월 18일  | 합정동 아르떼홀                                          | 월요병 퇴치(를 위한) 콘서트 그 여덟번째 (부제: 언니네이발관 노래 듣기)            | 섞어서 듣기                                                        |

## 수상
| 연도   | 시상식               | 부문                  | 후보작               | 결과 |
| ------ | -------------------- | --------------------- | -------------------- | ---- |
| 2009년 | 제6회 한국대중음악상 | 올해의 음반           | 《가장 보통의 존재》 | 수상 |
| 2009년 | 제6회 한국대중음악상 | 최우수 모던 록 (음반) | 《가장 보통의 존재》 | 수상 |
| 2009년 | 제6회 한국대중음악상 | 최우수 모던 록 (노래) | 〈아름다운 것〉      | 수상 |

## 참조
1. ↑  “금주의 아티스트 - 언니네 이발관”. 전자신문. 2008년 8월 13일. |제목=에 소프트 하이픈 문자가 있음(위치 12) (도움말)
2. ↑  '언니네 이발관 1집 비둘기는 하늘의 쥐' 1996년 석기시대 《주간한국》, 2008년 10월 20일
3. 1 2 3  언니네 이발관 일대기 - 언니네 이발관 공식 홈페이지
4. ↑  언니네이발관 이석원 일기 《언니네이발관 공식홈페이지》, 2011년 4월 23일 작성
5. ↑  언니네 이발관, 한국대중음악상 '올해의 음반' 등 3관왕 《노컷뉴스》, 2009년 3월 12일 작성
6. ↑  “+++ 언니네이발관_가장 보통의존재+++”. 2017년 8월 25일에 확인함.
7. ↑  대중음악 100대 명반 - 34위 언니네이발관 ‘비둘기는 하늘의 쥐’《경향신문》, 2007년 12월 20일 작성
8. ↑  1990년대 베스트 앨범 100 - 14위 언니네 이발관 '비둘기는 하늘의 쥐'[깨진 링크(과거 내용 찾기)]《100BEAT.com》, 2011년 12월 6일 작성
9. ↑  대중음악 100대 명반 - 68위 언니네이발관 ‘후일담’《경향신문》, 2008년 4월 24일 작성
10. ↑  1990년대 베스트 앨범 100 - 10위 언니네 이발관 '후일담' 보관됨 2011-12-12 - 웨이백 머신《100BEAT.com》, 2011년 12월 12일 작성
11. ↑  2000년대 베스트 앨범 100 - 2위 언니네 이발관 '가장 보통의 존재' 보관됨 2011-01-18 - 웨이백 머신《100BEAT.com》, 2011년 1월 13일 작성